# Nguter (Pasirian)
Nguter is een bestuurslaag in het regentschap Lumajang van de provincie Oost-Java, Indonesië. Nguter telt 8297 inwoners (volkstelling 2010).